# Mesoxantha
Mesoxantha är ett släkte av fjärilar. Mesoxantha ingår i familjen praktfjärilar.
Kladogram enligt Catalogue of Life:
| Mesoxantha | \| \| Mesoxantha albeola \| \| \| \| \| \| Mesoxantha ethosea \| \| \| \| \| \| Mesoxantha ethoseoides \| \| \| \| \| \| Mesoxantha katera \| \| \| \| \| \| Mesoxantha reducta \| \| \| \| |
|            | \| \| Mesoxantha albeola \| \| \| \| \| \| Mesoxantha ethosea \| \| \| \| \| \| Mesoxantha ethoseoides \| \| \| \| \| \| Mesoxantha katera \| \| \| \| \| \| Mesoxantha reducta \| \| \| \| |
|            | Mesoxantha albeola |
|            | |
|            | Mesoxantha ethosea |
|            | |
|            | Mesoxantha ethoseoides |
|            | |
|            | Mesoxantha katera |
|            | |
|            | Mesoxantha reducta |
|            | |